# Vittorio Celotti
Vittorio Celotti (San Fior di Sotto, 20 luglio 1866 – Conegliano, 16 gennaio 1942) è stato uno scultore italiano.

## Biografia
Nato in una famiglia d'intagliatori e di falegnami, lavorò in numerose località del Veneto e in Russia; collaborò con l'architetto Domenico Rupolo, mentre tra i suoi allievi si ricorda Riccardo Granzotto.
Tra le opere più note e apprezzate di Celotti si ricordano il portale dell'Abbazia di Follina e il monumento ai caduti di San Vendemiano. Nella diocesi di Vittorio Veneto sono numerose le sue opere in chiese e cappelle gentilizie.